# Masistès
 (mai 2016).
Si vous disposez d'ouvrages ou d'articles de référence ou si vous connaissez des sites web de qualité traitant du thème abordé ici, merci de compléter l'article en donnant les références utiles à sa vérifiabilité et en les liant à la section « Notes et références ».
Masistès (grec :  Μασίστης, Masistês ; vieux-persan Masišta) était l'un des fils de Darius Ier et de son épouse Atossa.

## Biographie
Masistès fut satrape de Bactriane durant le règne de son frère Xerxès Ier et tenta de lancer une révolte en -478.